# س
س (arabsky ﺳﻴﻦ, sīn, výslovnost: s, IPA: s, persky ﺳﻴﻦ, sin, výslovnost: s, IPA: s) je arabské písmeno. Písmeno se může v textu nacházet ve čtyřech podobách, podle toho, v které části slova se nachází:
| samostatné | na konci slova | na začátku slova | uprostřed slova |
| ---------- | -------------- | ---------------- | --------------- |
| ﺱ          | ﺲ              | ﺳ                | ﺴ               |

Z písmena jsou pomocí diakritických značek odvozena další písmena:
- ش – pomocí tří teček nad,
- ښ – pomocí tečky nad a tečky pod – paštúnština[1], wakhi[2], wanetsi[3],
- ۺ – pomocí tří teček nad a tečky pod – kumzari,[4],
- ڜ – pomocí tří teček pod a tří teček nad – wakhi[2],
- ݰ – pomocí dvou teček a písmena ط nad – khowarština[5][6],
- ݜ – pomocí čtyř teček nad – baltí[7], kalkoti[8], palula[9], shina[10], torwali[11]
- ݭ – pomocí dvou teček svisle nad – ormuri[12],
- ݾ – pomocí obráceného písmena v nad – marwari[13],

- سً – indus kohistani[14],
- شّ – comorian[15].

Unicode dále obsahuje varianty:
- ڛ – pomocí tří teček pod,[16]
- ݽ – pomocí arabsko-indické číslice čtyři nad.[17]

V hebrejštině písmenu س odpovídá písmeno שׂ.